# Nuillé-sur-Vicoin
Nuillé-sur-Vicoin ist eine französische Gemeinde mit 1.250 Einwohnern (Stand: 1. Januar 2022) im Département Mayenne in der Region Pays de la Loire; sie gehört zum Arrondissement Laval und zum Kanton L’Huisserie. Die Einwohner werden Nuilléens und Nuilléennes genannt.

## Geographie
Nuillé-sur-Vicoin liegt etwa acht Kilometer südsüdöstlich von Laval. Umgeben wird Nuillé-sur-Vicoin von den Nachbargemeinden Montigné-le-Brillant im Norden und Nordwesten, L’Huisserie im Norden und Nordosten, Entrammes im Osten, Origné im Osten und Südosten, Quelaines-Saint-Gault im Süden sowie Astillé im Westen und Südwesten.

## Bevölkerungsentwicklung
| Jahr                       | 1962 | 1968 | 1975 | 1982 | 1990 | 1999 | 2006 | 2019 |
| Einwohner                  | 966  | 966  | 926  | 1028 | 1004 | 1050 | 1184 | 1206 |
| Quellen: Cassini und INSEE |      |      |      |      |      |      |      |      |

## Sport
Im Jahr 2025 führte die Tour de France auf der 8. Etappe durch die Gemeinde Nuillé-sur-Vicoin. Auf der D1 wurde mit der Côte de Nuillé-sur-Vicoin (96 m) eine Bergwertung der 4. Kategorie abgenommen. Insgesamt wies der Anstieg auf einer Länge von 900 Metern eine durchschnittliche Steigung von 3,8 % auf. Die Bergwertung sicherte sich der Franzose Mathieu Burgaudeau.

## Sehenswürdigkeiten
- Kirche Sainte-Trinité aus dem 11. Jahrhundert, seit 1986 als Monument historique eingeschrieben
- Schloss Lancheneil aus dem 16. Jahrhundert, seit 1927 als Monument historique eingeschrieben
- Burg Montchevrier
- Schloss Thubœuf aus dem 16. Jahrhundert

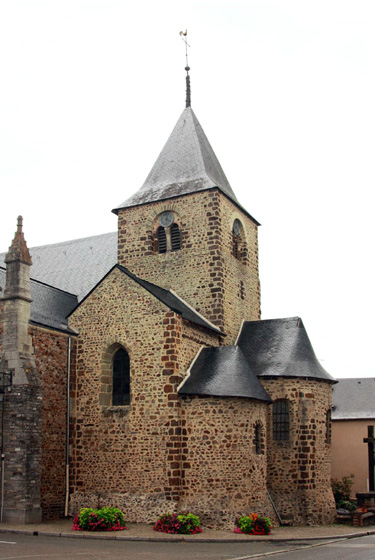
Kirche Sainte-Trinité

- Schloss Courcelle
- Schloss Le Tertre
- Schloss Marthebise

## Gemeindepartnerschaft
Mit der deutschen Gemeinde Mittelneufnach in Schwaben (Bayern) besteht seit 1994 eine Partnerschaft.

## Persönlichkeiten
- Nicole Lévêque (* 1951), ehemalige französische Leichtathletin (Langstrecke), geboren in Nuillé-sur-Vicoin